# Chrysopa orientalis
Chrysopa orientalis är en insektsart som beskrevs av Hagen 1859. Chrysopa orientalis ingår i släktet Chrysopa och familjen guldögonsländor. Inga underarter finns listade i Catalogue of Life.